# غرنج

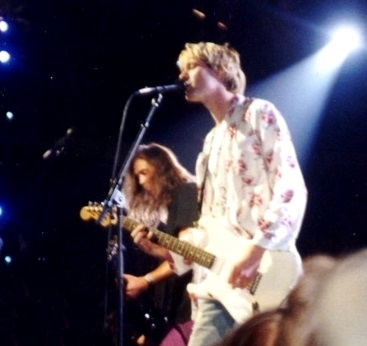

غرنج (بالإنجليزية: Grunge)‏ (يشار إليه أحياناً باسم صوت سياتل) هو إحدى الأنواع الفرعية للروك البديل التي برزت بمنتصف الثمانينات في ولاية واشنطن الأمريكية، خصوصاً في سياتل. تركزت حركة الغرنج في بدايتها حول شركة التسجيل المستقلة في سياتل ساب بوب، توسعت شعبية هذا النوع ببداية التسعينات لتشمل فرق غرنج في ولاية كاليفورنيا وأجزاء أخرى من الولايات المتحدة.